# Oreomunnea pterocarpa
Oreomunnea pterocarpa, tên gọi bản địa là gavilán hoặc gavilán blanco, là một loài Oreomunnea thuộc họ Juglandaceae. Loài này có ở Costa Rica, đông nam México (Chiapas), và Panama (tỉnh Coclé).
Nó là một cây gỗ lớn cao tới 35 m với đường kính thân cây có thể đạt 80 cm. Lá hình lông chim, với bốn tới tám lá chét dài 6–20 cm mỗi lá; không giống các chi khác thuộc Juglandaceae, lá mọc đối từng cặp. Quả hạch đường kínhkhoảng 1 cm, với một cánh ba thuỳ, và một thuỳ nhỏ thứ tư ở đáy.